# Остроглазов, Иван Михайлович
Иван Михайлович Остроглазов (1838—1892) — русский юрист, библиофил и библиограф.

## Биография
Родился в Москве 20 мая (1 июня) 1838 года в священнической семье. Его прадед, Михаил Алексеевич Розов, был причетником церкви Св. Софии (на Москворецкой набережной). Вместе со своими детьми он поступил в Славяно-греко-латинскую академию и так хорошо учился, что митрополит Платон повелел называться ему Остроглазовым и  после окончания академии, посвятил его сразу в сан священника. Один из его сыновей, Василий (?—1816) был священником Гребневской церкви и был учителем у детей Бибиковых. А его сын, отец И. М. Остроглазова, преподавал греческий язык в Перервинском духовном училище и был священником церкви Св. Николая Чудотворца в Зарядье, Михаила Васильевича Остроглазова. Его дед по материнской линии — Андрей Иванович Лебедев, священник той же церкви.
В 1854 году окончил московское Заиконоспасское духовное училище и поступил на юридический факультет Московского университета. Получив университетский диплом юриста в 1859 году, И. М. Остроглазов предпочёл судебной карьере место преподавателя всеобщей истории и географии в одном из кадетских корпусов Москвы и в частном женском пансионе Брок. Но уже в 1861 году он стал судебным следователем в Ростове Ярославской губернии; два года спустя он — судебный следователь в Бронницах. В 1865—1867 годах он — товарищ прокурора в Московском окружном суде. В это время он стал одним из учредителей Московского юридического общества (в 1872—1879 годах был товарищем председателя общества), а также увлёкся коллекционированием редких книг.
В 1868—1869 годах — прокурор Тульского окружного суда, после чего он получил назначение в Московскую судебную палату, где в течение 10 лет служил товарищем прокурора. В течение нескольких лет Остроглазов заведовал отделом уголовного права журнала «Юридический вестник», сам писал исследования по вопросам применения новых судебных уставов. В 1880 году он назначен председателем Херсонского окружного суда.
С 1882 года жизнь И. М. Остроглазова снова связана с Тулой: до самой смерти он был председателем Тульского окружного суда. Судя по архивных документам, как и большинство тульских судей, председатель не имел собственного дома в губернском городе и жил на съёмной квартире с женой и тремя детьми. 29 октября 1886 года в честь 20-летия со дня открытия Тульского окружного суда в «уголовной зале» был установлен памятник Александру II, ставший первым памятником в Туле

## Книжная коллекция
Коллекцию редких книг И. М. Остроглазов начал собирать в 1865 году. За четверть века в его библиотеке нашли своё место на полках уникальные издания. В его коллекции были «Апостол» — первая датированная московская книга, напечатанная Иваном Фёдоровым и Петром Мстиславцем; «Острожская Библия» 1581 года; первое сочинение Н. В. Гоголя «Ганц Кюхельгартен», опубликованное в 1829 году под псевдонимом В. Алов; третье издание романа «Евгений Онегин», вышедшее в свет в день смерти Пушкин.
В собрании Остроглазова имелись также особо ценные единственные экземпляры книг, уничтоженные цензурой. Среди них — первое произведение А. Н. Радищева «Житие Фёдора Васильевича Ушакова с приобщением некоторых его сочинений», опубликованное в 1789 году; поэма К. Ф. Рылеева «Войнаровский»; «Ванька Каин»; первая часть урезанной цензурой книги И. П. Сахарова «История общественного образования Тульской губернии», напечатанной в 1832 году.
В коллекции Остроглазова имелась и первая книга, изданная в Туле — «Исследование книги о заблуждениях и истине. Сочинено особливом обществом одного губернского города. В Туле. 1790» (автором был П. И. Батурин).
В 1891 году журнал «Русский Архив» начал публикацию каталога редких книг из его коллекции, составленного самим И. М.  Остроглазовым. В предисловии к изданию Остроглазов писал: 

Составляя свою библиотеку с 1865 года, я имел случай пересмотреть не одну тысячу книг, прочесть не одну сотню антикварных каталогов, обозрев, кроме наших публичных библиотек, и многие частные библиотеки, составленные с любовью и знанием. Думаю, что этим многолетним путём я получил возможность составить надлежащее понятие о наших книжных редкостях, помимо даже указаний прежних библиографов
Кроме того печаталась «История одной редкой и замечательной книги» («Библиографические Записки», 1892, №№ 3—10).
Публикация каталога осталась незаконченной, в связи со смертью коллекционера, оборвавшись на букве «П».
Часть коллекции Остроглазова купили московские собиратели Рогожины, остальное осталось у наследников: брата Василия Михайловича, начальника Московского врачебного управления и сына Андрея (1872—1908), инспектора книгопечатания в Москве. Сейчас некоторые книжные редкости из библиотеки Остроглазова находятся в библиотеках России — Российской государственной и Российской национальной библиотеках, Библиотеке Академии наук, Центральной городской публичной библиотеке им. Н. А. Некрасова, а также в некоторых частных собраниях.
Умер 22 сентября (4 октября) 1892 года. Похоронен на Ваганьковском кладбище в Москве.
Был награждён орденами Св. Анны 2-й и 1-й степени, Св. Станислава 1-й степени и Св. Владимира 3-й степени.